# Ommatius torulosus
Ommatius torulosus là một loài ruồi trong họ Asilidae. Ommatius torulosus được Becker miêu tả năm 1925.